# César Rendueles
César Rendueles Menéndez de Llano (Gerona, 1975) es un filósofo, sociólogo y ensayista español. Actualmente es investigador en el Consejo Superior de Investigaciones Científicas. Ha sido profesor de sociología en la Universidad Complutense de Madrid. Es nieto del pedagogo Manuel Rendueles, hijo del psiquiatra Guillermo Rendueles y marido de la ensayista Carolina del Olmo. 

## Biografía
Nacido en Gerona, creció en Gijón y vive en Madrid. Es doctor en filosofía. Fue profesor asociado en la Universidad Carlos III y profesor invitado en la Universidad Nacional de Colombia. Actualmente enseña sociología en la Universidad Complutense de Madrid. Fue miembro fundador del colectivo de intervención cultural Ladinamo, que editaba la revista del mismo nombre. Dirigió proyectos culturales durante ocho años (2003-2012) en el Círculo de Bellas Artes de Madrid. Suele escribir sobre epistemología, filosofía política y crítica cultural en revistas especializadas.
Publicó dos recopilaciones de obras de Karl Marx: una antología de El capital y una selección de textos sobre materialismo histórico. También editó ensayos clásicos de autores como Walter Benjamin, Karl Polanyi o Jeremy Bentham y trabajó como traductor. En 2011 fue comisario de la exposición Walter Benjamin. Constelaciones.
Su ensayo de 2013 Sociofobia: El cambio político en la era de la utopía digital alcanzó una gran repercusión y fue seleccionado como uno de los diez libros del año por el diario El País. En él el autor cuestiona, entre otros asuntos, la relevancia de las redes sociales e Internet en la acción política; de hecho, su efecto es disolvente y generan una realidad social disminuida, no aumentada, rebajando las expectativas respecto a lo que cabe esperar de la intervención política o las relaciones personales. Cuestiona, en primer lugar, el consenso ideológico por lo que hace a la capacidad de las tecnologías de la comunicación para inducir dinámicas sociales positivas. En segundo lugar, hace un análisis de la sociedad capitalista como un sistema destructor de las relaciones comunitarias y sitúa a los ciudadanos aislados en el centro de la reivindicación política. Ha popularizado nociones como ciberfetichismo o espejismo digital .
En 2015 publicó su segundo ensayo, Capitalismo canalla. Una historia personal del capitalismo a través de la literatura. En 2016 En bruto. Una reivindicación del materialismo histórico y Los (bienes) comunes, este último junto con Joan Subirats que trata la propiedad privada y sobre la posibilidad de la gestión comunal (los bienes comunes) frente a la gestión privada o pública.

## Publicaciones
Libros
- 2013 - Sociofobia: El cambio político en la era de la utopía digital, Capitán Swing, ISBN 978-84-941690-0-7
- 2015 - Capitalismo canalla. Una historia personal del capitalismo a través de la literatura, Seix Barral,
- 2016 - En bruto. Una reivindicación del materialismo histórico, Los Libros de la Catarata, ISBN 978-84-9097-172-7.
- 2016 - Los bienes comunes. ¿Oportunidad o espejismo?(con Joan Subirats), Icaria Editorial, ISBN 978-84-9888-736-5
- 2020 - Contra la igualdad de oportunidades: Un panfleto igualitarista, Seix Barral, ISBN: 9788432237003.
- 2024 - Comuntopía. Comunes, postcapitalismo y transición ecosocial, Ediciones Akal, ISBN: 978-84-460-5493-1

Artículos
- César Rendueles Méndez Llano en Dialnet
- César Rendueles en Sin Permiso